# فريدرش دوق ساكسونيا
فريدرش دوق ساكسونيا (Friedrich von Sachsen؛ تورغاو، 26 أكتوبر 1474 - روخليتس، 14 ديسمبر 1510) القائد الأعلى السادس والثلاثين للفرسان التوتونيين، يخدم بين عامي 1498-1510. وهو النجل الثالث (الأصغر ممن ظلو على قيد الحياة) لألبرشت الثالث، دوق ساكسونيا وسيدوني بوديبرادي ابنة ييري ملك بوهيميا.
كان فرسان توتوني كان في صراع على السلطة طويلا مع بولندا حول بروسيا. لأن حظوظ فرسان توتوني "قد انخفض خلال القرن الخامس عشر، وتمنت لو ان من خلال اختيار شخص متصل عن طريق الزواج سلالة آل ياغلون حاكمة بولندا، التي من شأنها أن تعزز موقفها.
كان فريدرش ولدوا في تورغاو، وعضوا في الخط الألبرتي، فرع صغير في بيت فتين المرموق الذي حكمت ساكسونيا. لا ينبغي الخلط بين فريدرش وابن عمه الذي يحمل الاسم نفسه من الخط الإرنستي، والذي حكم انتخابية ساكسونيا. تزوج جورج شقيق فريدرش الأكبر من باربارا شقيقة يان الأول أولبرخت ملك بولندا. تم انتخاب الدوق الشاب قائداً أعلى في عام 1498.
وأشار أنه عندما استدعى الملك البولندي فريدرش القيام تحية للحيازات وسام، وهذه المسألة إلى الرايخستاغ الإمبراطوري المقرر أن تجتمع في فورمس سنة 1495. أبلغ يان الأول أولبرخت الرايخستاغ أنه لا يستطيع التدخل في ممارسة القائد الأعلى الحرة للسلطة في بروسيا. وقدمت المساعدة لتكتيكات فريدرش لتأخير من قبل تتابع سريع من ثلاثة ملوك البولندية خلال السنوات ال 12 التي قضاها في منصبه.
توفي فريدرش في روخليتس. بحكم العادة، لم يتزوج قائد الرهبانية الأعلى، لذلك لم يكن لديه لا زوجة ولا ذرية.